# Чехович, Юзеф (фотограф)
Юзеф Чехович (пол. Józef Czechowicz, 2 марта 1818 года — 13 января 1888 года) — фотограф.

## Биография
Происходит из дворянского рода Чеховичей. Учился в Витебской мужской гимназии. Учился фотографии в Париже. В 1863—1865 годах жил и руководил фотоателье в Витебске. В 1865 году переехав в Вильну (ныне Вильнюс), где в 1866 году открыл фотоателье, которое с перерывом работало до 1888 года. Известен своими фотографиями Вильнюса. Также работал в Киеве и Чернигове. Похоронен на Бернардинском кладбище в Вильнюсе.

## Галерея фотографий

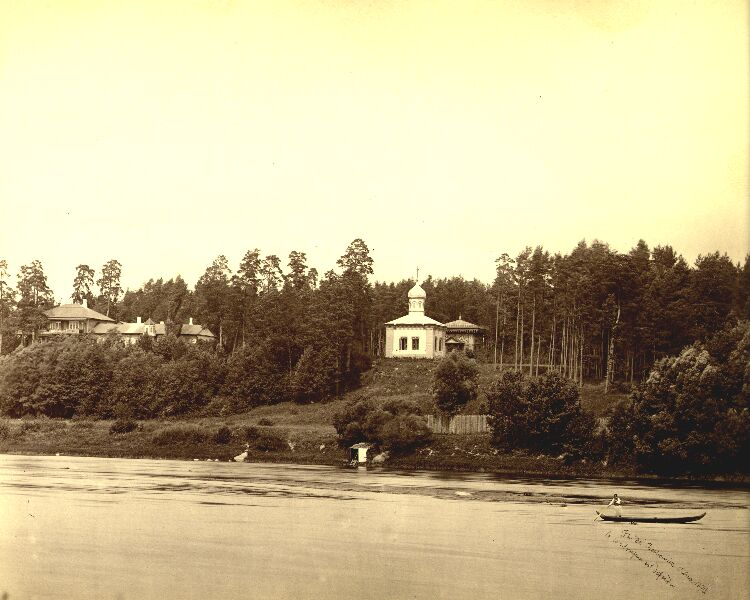
Церковь в Жверинасе
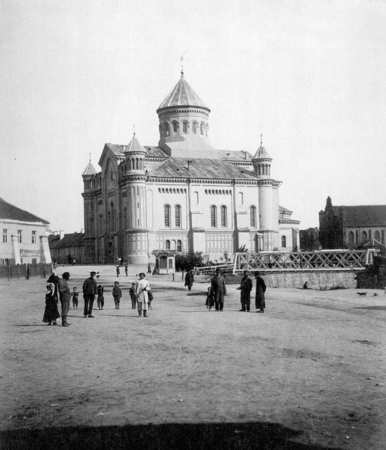
Пречистенский собор 1877 г.
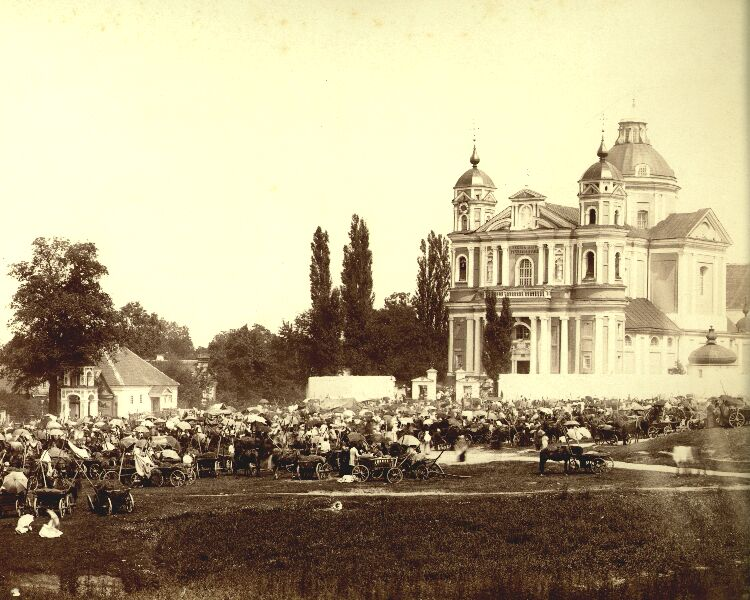
ярмарка у Костёла Святых Петра и Павла
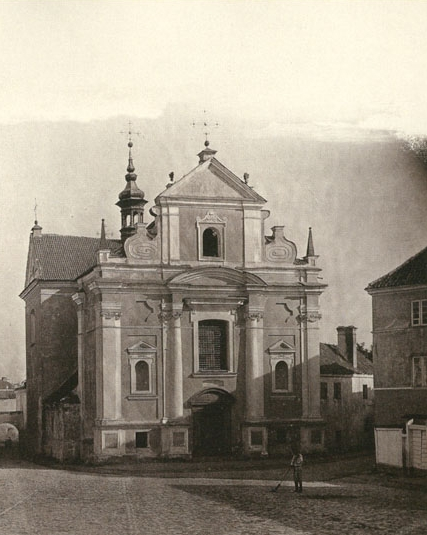
Костёл Святого Иосифа Обручника 1877 г. (храм не сохранился)
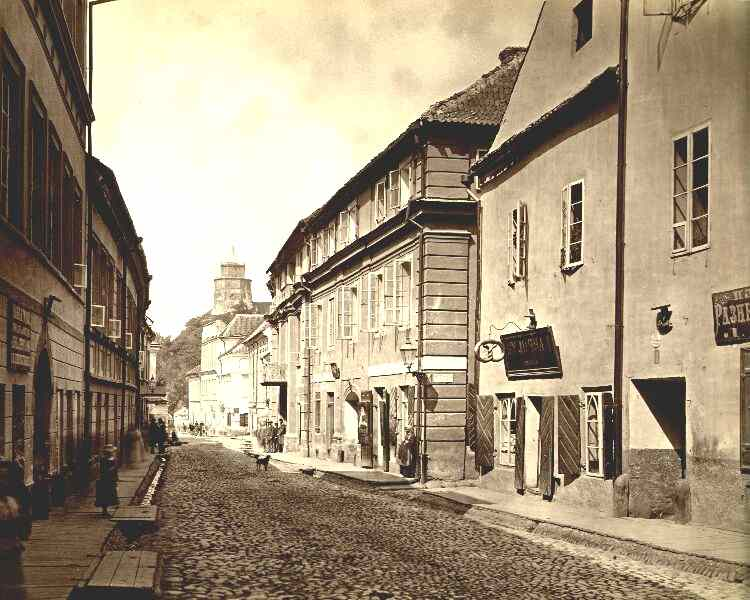
Замковая улица
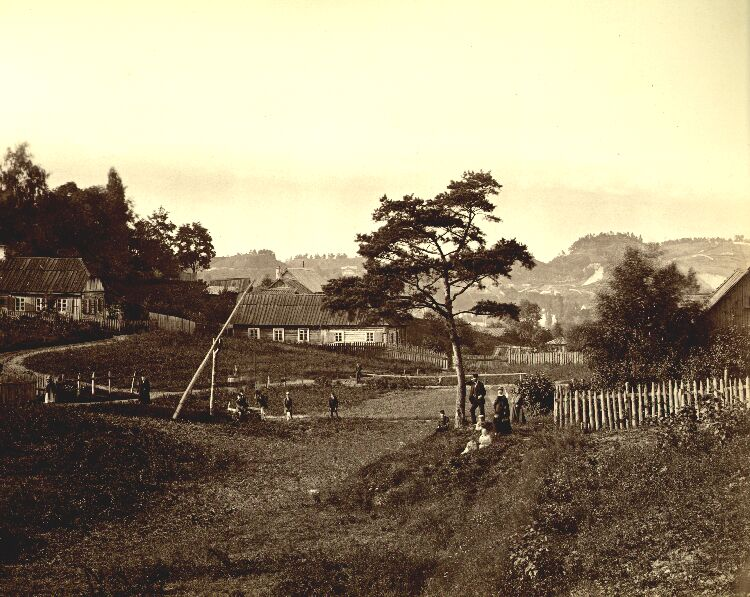
Окрестности Вильны
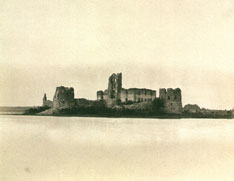
Тракайский замок